# Dasypoda crassicornis
Dasypoda crassicornis là một loài ong trong họ Melittidae. Loài này được Friese miêu tả khoa học đầu tiên năm 1896.